# Niwy (Rytwiany)
Niwy – część wsi Rytwiany w Polsce, położona w województwie świętokrzyskim, w powiecie staszowskim, w gminie Rytwiany.
W latach 1975–1998 Niwy należały do województwa tarnobrzeskiego.